# 挑戰者 (電影)
《時空英豪》（英語：Highlander）是一部1986年英美合拍的奇幻片，是《時空英豪》系列的第一部作品，由拉塞尔·马尔卡希執導，故事概念來自格里高利·威登。本片的劇情設定在現代的纽约，主角康納·麥勞德（克里斯多弗·藍伯特飾演）是來自16世紀蘇格蘭的不朽者，不朽者長生不老，唯有被斬首才會死亡。他們的宿命是與其他不朽者戰鬥，直到一人存活。因為一場戰鬥的關係，康納面臨警方及女鑑識人員（蘿克珊·哈特飾演）的調查，強大的不朽者科爾干（克蘭西·布朗飾演）也向他發起攻擊。肖恩·康纳利飾演不朽者兼康納的導師拉米茲。
電影的基礎是威登20歲時在加利福尼亚大学洛杉矶分校（UCLA）編劇課程的作業，後以待售劇本的形式到了製片人的手中。本片自1982年開始籌備，原始劇本經過一些修改。電影於1985年5月左右開拍，預算為一千多萬美元，取景地點涵蓋蘇格蘭、英國倫敦和美國紐約及紐澤西州。本片的配樂由邁克爾·凱曼操刀，皇后合唱團為本片寫了幾首曲子。
本片於1986年1月在影展首映，隨後在美國及歐洲各國上映。本片在美國被視為票房炸弹，票房總計不到600萬美元，不過在其他國家（主要是歐洲）則獲得成功。本片催生了一系列影視作品，包含四部續集電影：《時空奇兵》、《魔幻奇兵》、《超時空聖戰》和《时空英豪5》。

## 故事

### 設定
歷史上有多位「不朽者」，他們擁有不死之身和無限的壽命，只有斬首才能讓他們逝去。斬首時喊出「只有一人能活」（There can be only one），便能繼承死去者活過的人生，過程會有強大的能量衝擊「復生」（The Quickening）。不朽者的宿命是存活至「聚集的時刻」（The Gathering），屆時僅剩的不朽者會被吸引到一個地方並決鬥，唯一存活者可獲得「大獎」（The Prize）。

### 劇情大綱
電影的背景是1985年，主角康納·麥勞德是碩果僅存的不朽者之一，他來自16世紀的蘇格蘭高地。康納在人群中隱匿身分，但因與另一名不朽者法希爾打鬥並斬下對方首級，使纽约市警察局（NYPD）盯上了他。鑑識科女調查員布蘭達在現場發現武士刀的碎片，檢定出這把刀是珍稀寶物，便處心積慮調查康納。布蘭達糾纏著康納時，史上威力最強的不朽者科爾干找到了康納，兩人在布蘭達面前打了一場，布蘭達對康納感到更加好奇。
在穿插的閃回片段中，康納在1536年的戰爭中被科爾干砍傷，卻從重傷中死而復生，因而被族人視為惡魔附身，遭到驅逐。5年後，康納與海瑟結為夫婦，住在深山中的塔裡，兩人相愛甚深。來自西班牙的不朽者璜恩·桑契斯·威拉羅伯斯·拉米茲找到康納，教導他有關不朽者的事情，並傳授他戰鬥技能和一把傳奇武士刀以對付殘暴的科爾干。拉米茲告誡康納最好離開海瑟，免得在海瑟先行離世後心碎。科爾干找到康納的所在，康納當時不在，科爾干殺死了拉米茲並強姦海瑟。之後康納陪伴海瑟度過餘生，但因為拉米茲的告誡而未與海瑟生子。海瑟老死後，康納從未再談過戀愛，在孤獨中渡過數百年，只有在20世紀的一次戰爭時收養了一名孤兒瑞秋。
科爾干又殺了一名不朽者卡斯塔吉爾，使得世上只剩下他和康納兩名不朽者。科爾干和康納在不得交戰的教堂中對峙，兩人皆下定決心消滅對方。布蘭達調查康納的身世紀錄，發現康納一直在偽造身分，意識到他實際上已從18世紀活到現在。康納無可隱瞞，帶著布蘭達參觀他在數百年壽命中的收藏，最終兩人互相吸引並共度春宵。
隔天，布蘭達被科爾干擄走，康納與瑞秋道別，帶著武士刀前去和科爾干決鬥。在屋頂上，康納一邊抵抗科爾干一邊確保布蘭達安全。最後康納和科爾干在一棟建築內決戰，康納逆轉頹勢，將科爾干斬首，並高喊「只有一人能活」。隨後康納接收了無數靈魂，變得能了解世上所有的人的想法，隨後倒地，布蘭達陪在他的身邊。
最後，康納與布蘭達回到曾經與海瑟共處的蘇格蘭山丘。康納立志要用新的能力來促進人類福祉，也因他不再是不死之身，所以可以與布蘭達在一起。

## 演員
- 克里斯多弗·藍伯特飾演康納·麥勞德（英语：Connor MacLeod）：16世紀的不朽者，出生於蘇格蘭的格蘭芬南（Glenfinnan），麥勞德氏族的王。如今以假名羅素·奈許（Russell Nash）在紐約生活，在哈德遜街開了家古董店。
- 肖恩·康纳利飾演璜恩·桑契斯·威拉羅伯斯·拉米茲（英语：Juan Sánchez-Villalobos Ramírez）：西元前的不朽者，出生於埃及，後來待在西班牙，在16世紀找到康納並成為他的導師。拉米茲在西元前五百年時在日本生活過，取日本公主為妻，並得到如今由麥勞德使用的傳奇武士刀。
- 克蘭西·布朗飾演科爾干（英语：The Kurgan）：最強大的不朽者，出生於俄羅斯。以「大獎」為目標不斷殘殺不朽者，在16世紀以黑騎士的身分差點殺死康納。如今用假名維克多·克魯格（Victor Kruger）在美國生活。
- 蘿克珊·哈特（英语：Roxanne Hart）飾演布蘭達·J·懷特（Brenda J. Wyatt） ：纽约市警察局（NYPD）鑑識科成員，也是出過書的冶金学專家。
- 貝蒂·艾德尼（英语：Beatie Edney）飾演海瑟（Heather）：麥勞德被放逐後的愛人，也是第一任妻子，兩人廝守直至海瑟老死
- 艾倫·諾斯（英语：Alan North）飾演法蘭克·莫蘭（Frank Moran）：NYPD警官，布蘭達的同事。
- 喬·波里托飾演華特·貝德索（Walter Bedsoe）：NYPD警探，布蘭達的同事。
- 希拉·吉許（英语：Sheila Gish）飾演瑞秋·艾倫史坦因（Rachel Ellenstein）：康納的養女，如今也擔任他的秘書。
- 休·夸爾希（英语：Hugh Quarshie）飾演卡斯塔吉爾（Kastagir）：不朽者，康納的好友。
- 克里斯托夫·麦尔科姆飾演馬杜納斯（Matunas）：越南战争退伍海軍，偏執狂，目睹科爾干與卡斯塔吉爾的戰鬥。
- 彼得·戴蒙（英语：Peter Diamond (actor)）飾演伊曼·法希爾（Iman Fasil）：不朽者，在電影開場持法國劍與康納決鬥。
- 希莉亞·伊姆麗（英语：Celia Imrie）飾演凱特（Kate）：康納在被放逐前的愛人，主張將康納火刑。
- 比利·哈特曼（英语：Billy Hartman）與詹姆斯·科斯莫（英语：James Cosmo）飾演杜格（Dougal）與安格斯（Angus）：康納的親戚。杜格支持燒死康納，但安格斯將康納放走。

其他演員還包含：愛德華·威利（Edward Wiley）飾演加菲爾，瘋瘋癲癲的NYPD警員；柯琳·羅素飾演蜜糖（Candy），科爾干在旅店找的妓女；吉米·麥肯納飾演神父；阿里斯泰爾·芬德利（Alistair Findlay）飾演莫達克（Murdoch）；伊恩·雷丁頓飾演巴塞特（Bassett），在1797年與康納在波士顿公园決鬥的人；達米安·李克飾演東尼（Tony），和法蘭克閒聊的街頭小販。

## 製作過程

### 編劇與發展
1981年，格里高利·威登一邊擔任消防員，一邊就讀加利福尼亚大学洛杉矶分校（UCLA）的編劇課程，本片的故事原型即是他的作業成果，寫於他20歲的時候。威登表示，該故事的靈感來自兩樣事物，其一是電影《決鬥的人》（1977年）中長年決鬥的概念，其二是他前往蘇格蘭和伦敦塔參觀盔甲展的經驗。對於後者，威登那時突發奇想：「假如這些盔甲都是你的呢？假如你在歷史發展中全都穿上過，然後正在用這些盔甲向某人導覽你的一生？」這個構想最終也呈現在電影當中。威登的導師建議他將故事交給經紀人，當作待售劇本。
製片人彼得·S·戴維斯（Peter S. Davis）與威廉·N·潘澤拍完《週末大行動》（1983年）後，一名經紀人好友把威登的故事拿給他們看。兩名製片人將之買下，並在1982年初開始籌備拍片。劇本先經過威登改寫，之後由編劇雙人組彼得·貝爾伍德（Peter Bellwood）與賴瑞·弗格森改寫成最終的模樣。1984年8月，根據《荷里活報道》，戴維斯與潘澤和二十世紀福斯簽下六部電影的合約，其中第二部便是《時空英豪》。電影的預算為1400萬美元，預定於1985年初在舊金山和歐洲地區開拍。
戴維斯表示：「本片不是充滿血腥的電影，主題也不是劍和巫術。因為本片的本質——浪漫、動作和神祕，我們要找的是非典型的導演。」1984年12月，據《荷里活報道》報導，以音樂錄影帶（MV）聞名的導演拉塞尔·马尔卡希確認執導該片，選角正在進行當中。戴維斯等人看了马尔卡希的電影處女作《獵魔》和一些MV作品，覺得他才華洋溢，有著適合這部奇幻片的獨特風格。马尔卡希是從EMI唱片收到片約，當時本片的片名是「The Dark Knight」。前期製作預計於1985年2月開始，1985年4月起將進行為期12週的拍攝，地點包含蘇格蘭、倫敦和紐約，一共橫跨三國。本片的陣容也很國際化，劇組成員來自英國和美國，導演是澳洲人，還有蘇格蘭和法國演員。
根據合約，二十世紀福斯將職掌美國國內的發行業務，美國以外地區則由J&M Film Sales負責。1984年11月，《国际银幕》報導稱，Thorn EMI Screen Entertainment（TESE）宣布取得英美以外發行權。TESE與德國、日本等國的發行商交涉，出售代理權。1985年7月，本片定於1986年在美國上映，同年年底定檔於1986年3月。1986年2月，二十世紀福斯宣布電影正式定於該年3月7日上映。

### 選角
1985年3月8日，據《荷里活報道》報導，肖恩·康纳利確定參演。同月27日，法國演員克里斯多弗·藍伯特確認飾演主角康納·麥勞德。马尔卡希表示，他在翻閱雜誌時看到藍伯特演《泰山》（1984年）的照片，認為他的眼睛流露出「不朽的」（timeless）感覺，因而選上他。製片人潘澤也稱藍伯特在那部片的演出促使他獲選。藍伯特在獲選時還不會說英語。康納過去操蘇格蘭口音，到現代紐約則說起中大西洋州份口音，為此藍伯特在開拍前四至五個星期開始研究，有一名教練會在拍攝現場提供指導。藍伯特也接受鮑伯·安德森的劍術訓練，由於安全考量，他從拿塑膠劍訓練開始，循序漸進換成木劍、鋁劍、輕鋼劍，最終以重鋼劍訓練。訓練期間，藍伯特早上練習四小時的方言，下午練四小時的劍術戰鬥，練劍使壓力盡除。加拿大女演員凱薩琳·瑪麗·史都華曾準備角逐本片的角色，但劇組要的是蘇格蘭女演員。貝蒂·艾德尼在本片首次演出重要角色。

### 拍攝

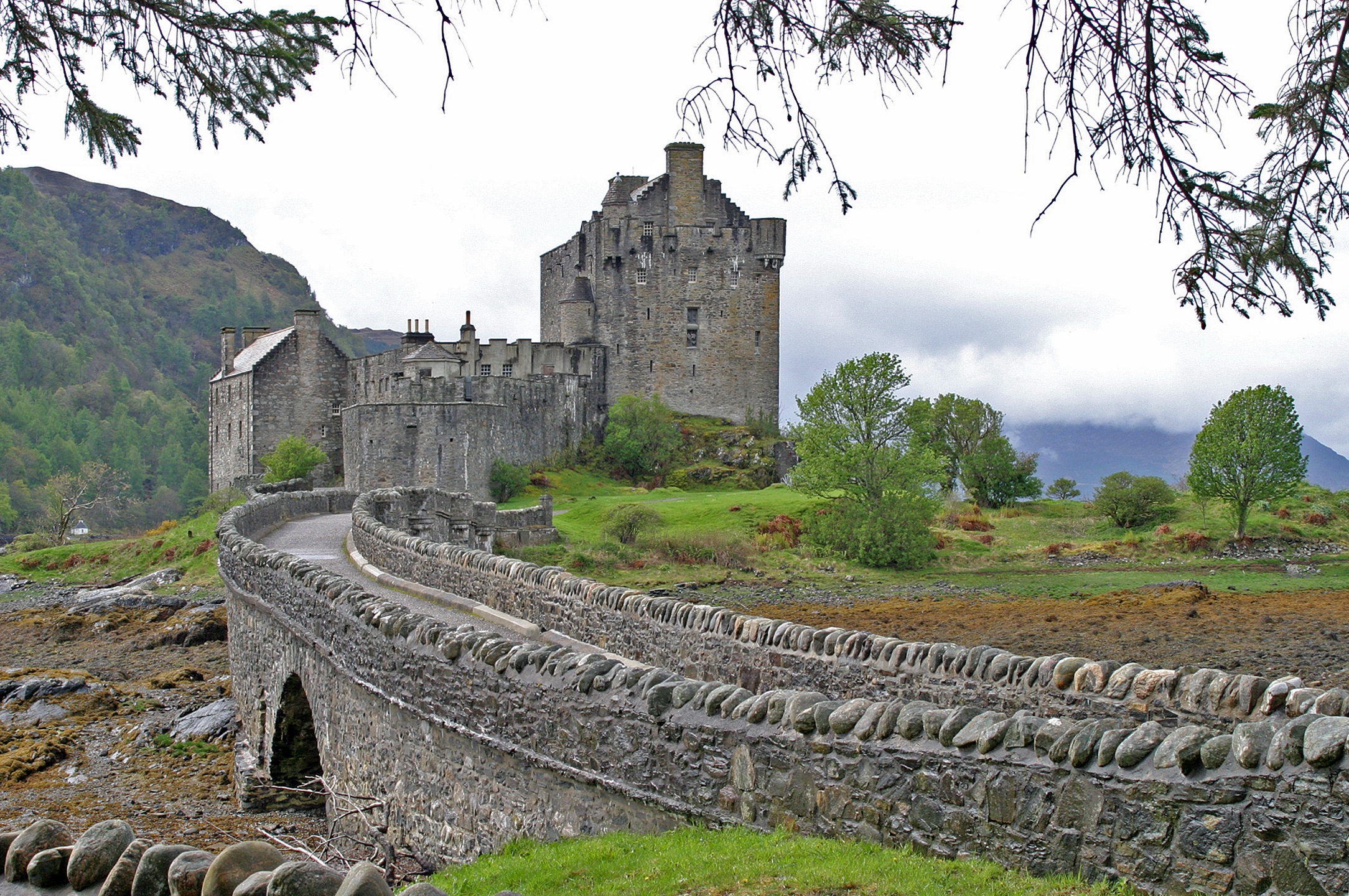
蘇格蘭的艾琳多南城堡

1984年11月，戴維斯和潘澤正在英國物色取景地點。1985年3月30日，劇組已進駐英國倫敦的雅各街製片廠（Jacob Street Studios），以該處為製片基地。《時空英豪》於1985年4月29日開拍，展開為期70天的拍攝行程。不過，《綜藝雜誌》的資料則顯示本片於1985年5月2日開拍。1985年5月7日，《荷里活報道》稱本片正在英國倫敦拍攝，並將於5月12日前往蘇格蘭高地。電影在拍攝期間就於英國國內引發關注，原因在於製作規模和康納萊參演。本片的製片預算全由TESE出資，二十世紀福斯並沒有出錢。马尔卡希稱本片只有1300萬美元的預算，所以是採游擊式拍片。根據《国际银幕》，本片的預算為1400萬美元或1200萬英鎊，《綜藝雜誌》則指出是1700萬美元，另有專書稱本片的預算為1900萬美元。
劇組於1985年5月期間大多待在蘇格蘭。康納家鄉的城堡取景於多尼村附近的艾琳多南城堡，多尼村一帶的戲份拍完之後，劇組於1985年5月23日啟程前往威廉堡，準備在蘇格蘭高地拍攝片頭的格倫科戰役橋段。該橋段用上400名蘇格蘭臨時演員，蓄鬍並穿蘇格蘭裙，手持蘇格蘭闊刃大劍。臨時演員非常有耐心，對劇組有很大幫助。根據藍伯特的說法，臨時演員們拍戰爭戲時是來真的，拍完後常有人需要醫生。蘇格蘭高地的氣候變化不定，令劇組感到困擾。马尔卡希也提到拍攝過程的克難現象，例如製片人必須跑到山下的電話亭打電話。在該月，劇組也到美國紐澤西州的布蘭登·伯恩球場（Brendan Byrne Arena，今牧草地球場）拍片，用於片中麦迪逊广场花园的的摔角賽事橋段。
1985年6月1日，劇組回到英國，隨即前往各地為片中的紐約進行取景，例如片中康納在紐約的古董店就是在英國拍攝。本片在英國的取景地點包含全國自由俱樂部、布鲁克特厅、沙德泰晤士街和吉尔伯恩圣奥古斯丁堂。1985年6月15日，《国际银幕》稱，本片於6月底拍完倫敦的部分之後，便會前往紐約拍攝兩週。劇組在紐約曼哈頓街道拍攝主角的飛車追逐戲，並在長島市的銀盃製片廠的頂樓拍攝主角與反派的刀劍決鬥（以曼哈頓天際線作為畫面背景）。康納與科爾干一度爬上「銀盃」（Silvercup）的大字看板上戰鬥，這段特技橋段是在英國的製片廠用布景複製品拍攝而成。其他出現在電影中的紐約景點還有彼得·麥克麥納斯咖啡廳、展望公園動物園和中央公園的弓橋。1985年7月27日，《国际银幕》稱，劇組在紐約的兩週行程結束後，主体拍摄正式完成，雅各街製片廠亦在隔週予以證實。1985年11月2日，《国际银幕》指出本片正在進行後期製作，包含剪輯、錄音和處理音效。

### 特技與特效
马尔卡希在電影中使用許多視覺伎倆，很少運用到電腦合成影像（CGI）。演員們會在腳上綁汽車電池，並連上電線，如此一來演員擊劍時就會爆出火花。不過拍個約三個鏡次，劍的握把就會變得很燙。拉米茲與科爾干在塔裡決戰時，牆壁在他們身後傾倒，此特技是由許多工作人員手持釣魚線，連著磚塊並將之拉倒。根據马尔卡希回憶，拍科爾干砍桌子的戲時，演員克蘭西·布朗因為和康納萊對戲太緊張，用劍身打在桌子上，劍的碎片刺向康納萊。康納萊為此差點走人，並要求多使用替身。

### 配樂
本片的配樂由邁克爾·凱曼與合作。1985年11月，報導稱皇后合唱團簽約為本片創作音樂。製作團隊喜歡皇后為《飛俠哥頓》創作的配樂，於是將20分鐘的電影片段寄給皇后，並得到答應。製作團隊原本預期皇后只會寫一首歌，但皇后的三名團員各寫了一首：布赖恩·梅寫Who Wants to Live Forever、罗杰·泰勒寫A Kind of Magic、弗雷迪·默丘里寫Princes of the Universe。在美國，Immortal Records發行了本片的電影原聲帶。
| 原聲帶曲目列表 | 原聲帶曲目列表                                       | 原聲帶曲目列表 | 原聲帶曲目列表 |
| 曲序           | 曲目                                                 | 創作者/演出者  | 时长           |
| -------------- | ---------------------------------------------------- | -------------- | -------------- |
| 1.             | Prologue                                             |                | 0:24           |
| 2.             | Princes of the Universe                              |                | 3:31           |
| 3.             | Highlander Theme                                     | 邁克爾·凱曼    | 5:22           |
| 4.             | Under The Garden / The Prize                         | 邁克爾·凱曼    | 4:08           |
| 5.             | Scotland 1536 - The Clan MacLeod                     | 邁克爾·凱曼    | 2:27           |
| 6.             | Scotland 1536 - The Clan MacLeod (Alternate)         | 邁克爾·凱曼    | 2:21           |
| 7.             | Gimme The Prize / Kurgan's Theme                     |                | 4:32           |
| 8.             | One Year of Love                                     |                | 4:28           |
| 9.             | Connor & Heather / Ramirez Arrives                   | 邁克爾·凱曼    | 3:18           |
| 10.            | Connor & Heather / Ramirez Arrives (Alternate)       | 邁克爾·凱曼    | 2:02           |
| 11.            | Training Montage                                     | 邁克爾·凱曼    | 4:08           |
| 12.            | Forge Fight / Kurgan Vs. Ramirez                     | 邁克爾·凱曼    | 5:49           |
| 13.            | Heather Dies / Who Wants to Live Forever             |                | 5:15           |
| 14.            | Heather Dies / Who Wants To Live Forever (Alternate) |                | 4:39           |
| 15.            | Hammer To Fall                                       |                | 5:25           |
| 16.            | Don't Lose Your Head                                 |                | 4:38           |
| 17.            | Nash & Brenda / Love Scene                           | 邁克爾·凱曼    | 4:13           |
| 18.            | New York, New York                                   |                | 0:35           |
| 19.            | The Prize Revealed / Epilogue                        | 邁克爾·凱曼    | 3:31           |
| 20.            | A Kind of Magic / End Credits                        |                | 4:24           |
| 21.            | Bonus Track Who Wants To Live Forever (Demo)         |                | 3:20           |

## 上映
本片被選為阿沃利亞茲國際奇幻影展的閉幕夜電影，並於1986年1月15日在該影展上首映。本片後於1986年3月7日在美國上映，8月29日於英國上映。英國上映的版本是原剪輯版，不同於美國，為此代理商額外花費15萬美元準備拷貝。

### 影評
《時空英豪》獲得褒貶不一的評價。根据評論匯總网站爛番茄汇总的38篇评论文章，71%的评论家给予该作正面评价，平均打分为6.30分（满分10分）。该网站总结的评论家共识是“有人討厭這部片，理由是該片庸俗、浮誇且荒誕。但出於同樣理由，有人喜歡這部電影。”在Metacritic網站上，本片得到「負面評論為主」的綜合評分，獲得了24/100分（7位影評人）。據美國CinemaScore所進行的調查，觀眾的平均評價於A+至F間落於「C+」。

### 票房
在美國，《時空英豪》首週於1040家電影院上映，首週末收穫245萬美元，排名第七。《綜藝雜誌》認為該表現並不良好，《国际银幕》則稱之有如災難。隔週末，電影透過1036家電影院進帳127萬美元，排名降至11。之後本片的票房節節下滑，到了第五週，二十世紀福斯不再向《綜藝雜誌》更新本片的票房數據。雖然在美國被視為票房炸弹，本片在法國相當熱門，上映六天便收穫480萬美元，觀眾數排名當週第一。根據《国际银幕》的數據，電影在其他地區也有前幾名的票房表現，包含比利時（布魯塞爾）、荷兰（阿姆斯特丹）、澳洲（墨尔本和悉尼）和德国等。
| 週次 | 上映院數 | 週末票房 （單位：美元） | 累積票房 （單位：美元） | 週末名次 | 備註 | 參考          |
| ---- | -------- | ----------------------- | ----------------------- | -------- | ---- | ------------- |
| 1    | 1040     | 245萬                   | 245萬                   | 第7名    |      | [ 60 ] [ 61 ] |
| 2    | 1036     | 127萬                   | 460萬                   | 第11名   |      | [ 63 ] [ 64 ] |
| 3    | 351      | 356,486                 | 544萬                   | 未知     |      | [ 74 ]        |
| 4    | 140      | 120,287                 | 573萬                   | 未知     |      | [ 75 ]        |
| 5    | 未知     | 未知                    | 580萬                   | 未知     |      | [ 65 ]        |

## 備註
1. ↑  其他資料也提供了不同的數據：1400萬美元[8]和1700萬美元[9]。
2. ↑  原文：
3. ↑  原文：
4. ↑  用於康納在1797年與巴塞特對決的橋段[12]。
5. ↑  用於康納與科爾干在教堂對峙的橋段[42]。
6. ↑  播放電影開頭的旁白，由肖恩·康纳利講述。
7. ↑  原文：

### 引用作品
書籍
- Donohue, Margo. . Arcadia Publishing. 2022. ISBN 9781467146760 （英语）.
  - 部分預覽：Filmed in Brooklyn載於Google圖書
- Melville, Jonathan. . Edinburgh: Polaris Publishing. 2020. ISBN 9781913538057 （英语）.
  - 部分預覽： (ebook).   [2024-12-02]. ISBN 9781913538156. （原始内容存档于2023-11-14）.載於Google圖書
- Yule, Andrew. . London: Sphere Books. 1987. ISBN 0-7221-9389-0 –Internet Archive （英语）.

## 額外資料
書籍
（暫無）
影音
- (Documentary). 2007 （英语）.

## 外部連結
- Highlander Official web site
- 互联网电影数据库（IMDb）上《挑戰者》的资料（英文）
- AllMovie上《挑戰者》的资料（英文）
- 爛番茄上《挑戰者》的資料（英文）
- Box Office Mojo上《挑戰者》的資料（英文）